# Oleksandr Ponomariov
Pour les articles homonymes, voir Ponomariov.
Oleksandr Ponomariov (en ukrainien : Олександр Валерійович Пономарьов), né le 9 août 1973 à Khmelnytskyï, est un chanteur populaire ukrainien.
Il a fait partie du jury de l'émission de télé-crochet Holos Krayiny, adaptation ukrainienne du concept néerlandais The Voice.
Il a représenté l'Ukraine lors de sa première participation au Concours Eurovision de la chanson en 2003, en y interprétant la chanson « Hasta la vista », terminant à la 14ème place, sur un total de 26 pays participants.
Il a été élu à sept reprises « meilleur chanteur de l'année » dans son pays. Il est décoré du titre d'Artiste émérite d'Ukraine en 1998 et de celui d'Artiste national d'Ukraine en 2006.

## Discographie

### Albums
- З ранку до ночі (1996)
- Перша і остання любов (1998)
- Вона (2000)
- Він (2001)
- Люблю тільки тебе (2006)
- Ніченькою (2007)

### Singles
- Hasta la Vista (2003)
- 100 kisses — разом з Ані Лорак (2006)

### Compilations
- Краще (2004)
- Золоті хіти (2007)